# Adâncata (Ialomița)
Adâncata is een Roemeense gemeente in het district Ialomița.
Adâncata telt 2849 inwoners.